# Université populaire
 (octobre 2023).
Si vous disposez d'ouvrages ou d'articles de référence ou si vous connaissez des sites web de qualité traitant du thème abordé ici, merci de compléter l'article en donnant les références utiles à sa vérifiabilité et en les liant à la section « Notes et références ».
Pour les articles homonymes, voir Université populaire (homonymie).
Ne doit pas être confondu avec Université ouverte (type d'université).

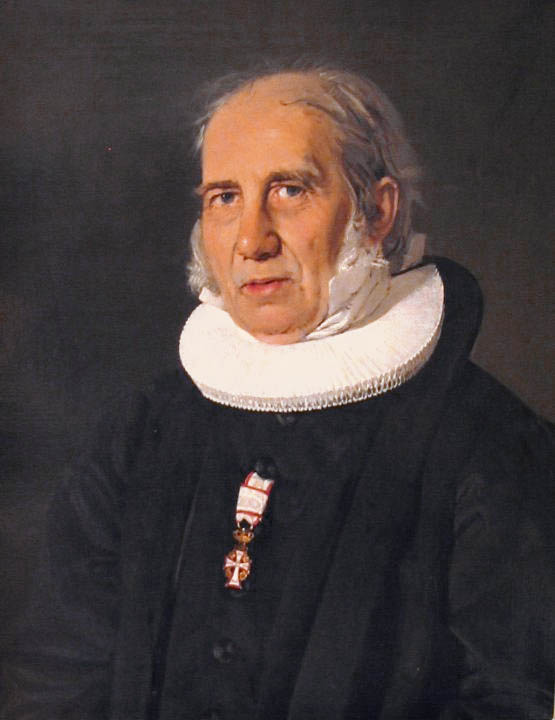
Nikolai Frederik Severin Grundtvig.

Une université populaire est un organisme d'éducation populaire, dont l'objectif est la transmission de savoirs théoriques ou pratiques pour tous.
La plupart des universités populaires en France ont un statut associatif.

## Origines
Le concept est dû au Danois Nikolai Frederik Severin Grundtvig (1783-1872)[réf. nécessaire], pasteur luthérien puis évêque. Connu comme écrivain, il exerça, et exerce toujours, une influence importante sur les conceptions pédagogiques en vigueur au Danemark, où les écoles libres et les collèges populaires représentent l'héritage légué par Grundtvig et Christen Kold (autre pédagogue danois, contemporain de Grundtvig).

## En Europe
En Europe, l'EAEA (European Association for the Education of Adults) recense, aux côtés d'autres structures impliquées dans l'enseignement des adultes, de très nombreuses universités populaires.

### Allemagne
En Allemagne, une Volkshochschule (haute école populaire) est un établissement municipal dans lequel les adultes (étrangers compris) peuvent suivre des cours. Elles offrent généralement des cours (sans diplôme) de formation continue aux adultes dans les domaines suivants :
- l'éducation générale
- l'éducation vocationnelle
- l'éducation politique
- l'allemand seconde langue (notamment pour les immigrants)
- différentes langues étrangères
- différentes formes d'art
- les technologies de l'information
- l'éducation en santé
- les classes préparatoires aux grandes écoles (notamment pour les écoles d'Abitur ou de Matura)

Ce type d'université populaire est actuellement largement répandu en Allemagne. Parce qu'elles préparent aux examens d'entrée aux grandes écoles, les universités populaires allemandes remplissent également des fonctions normales d'universités.

### Belgique
Entre autres :
- Université populaire de Wallonie
- Université populaire d'Anderlecht
- Université populaire de Bruxelles
- Université populaire de Liège

### Danemark
La première université populaire danoise a été fondée à Rødding en 1844, par l'initiative de Kristen Kold et inspiré par le théoricien de l'éducation Nikolai Frederik Severin Grundtvig. Le projet venait répondre au besoin d'éduquer le milieu paysan peu instruit et souvent trop pauvre pour dépenser du temps et de l'argent pour suivre l'université.
Aujourd'hui, on compte 79 universités populaires au Danemark. Les principaux sujets d'instruction varie entre les matières créatives (la musique, les arts, le design, l'écriture, etc.) et intellectuelles (religion, philosophie, littérature, psychologie, etc.). Certaines écoles se sont spécialisées dans le sport.
Récemment, la mondialisation a exercé une influence croissante sur les écoles danoises. De plus en plus de cours sont ouverts aux étrangers ainsi qu'aux danois, et de nombreux cours prévoient dans leurs programmes des voyages et des séjours volontaires dans d'autres pays.

#### Universités populaires du Danemark
- Tidens Højskole (1974-1994)

### France
Les premières structures en France s'occupant de l'éducation des adultes des milieux populaires sont les associations philotechniques. La première a été fondée à Paris en 1848 par le mathématicien Eugène Lionnet pour « donner aux adultes une instruction appropriée à leurs besoins ». Elle compte parmi ses présidents Boulay de la Meurthe, vice-président de la République, le prince Jérôme-Napoléon (en 1865) ou Victor Hugo (en 1880).

#### Naissance: instruction obligatoire et antisémitisme
Elément essentiel du contexte : les lois scolaires mises en place par Jules Ferry en 1881-1882. Si celles-ci permettent dès lors un enseignement gratuit, elles ne touchent pas les adultes dans la mesure où elles traitent de l'instruction des enfants de 6 à 13 ans. Les universités populaires essaient donc dès l'origine de combler cette lacune en s'adressant à un public qui n'a pu bénéficier auparavant de « l'instruction publique ».
C'est ainsi que sont nées les premières universités populaires françaises. Vers 1882 le Cercle démocratique pour l’instruction et l’éducation du peuple est créé par Victor Bonhommet au Mans et en 1898 La Coopération des Idées, à l'initiative de Georges Deherme et d'ouvriers de Montreuil-sous-Bois, rue du Faubourg-Saint-Antoine à Paris. En 1899, Deherme lance un appel à fonder une « Société des universités populaires ». Celles-ci sont au nombre de 124 en 1901.
On peut aussi citer l'exemple de la première « Université populaire de Bourges », née grâce à la Bourse du travail de Bourges, qui avait été créée en 1897.
Ce groupement laïque d'enseignement populaire d'éducation mutuelle, pour citer C.E. Roth, est alors subventionné par le conseil municipal et le conseil général… et survit à l'épreuve de la Grande Guerre. Ce détail importe, car les universités populaires ont eu à traverser des passes difficiles, comme l'indique la suite.
Autre moteur, les universités populaires se renforcent dans le contexte de l'affaire Dreyfus à partir de 1895. Face à la déraison que manifestent les idées antisémites, face aux passions qui se déchaînent alors, les "républicains" (municipalités, départements) aident financièrement les universités populaires qui tentent d'apporter une réponse humaniste. Le réflexe de défense républicaine est alors central.

#### Difficultés et renaissance politisée

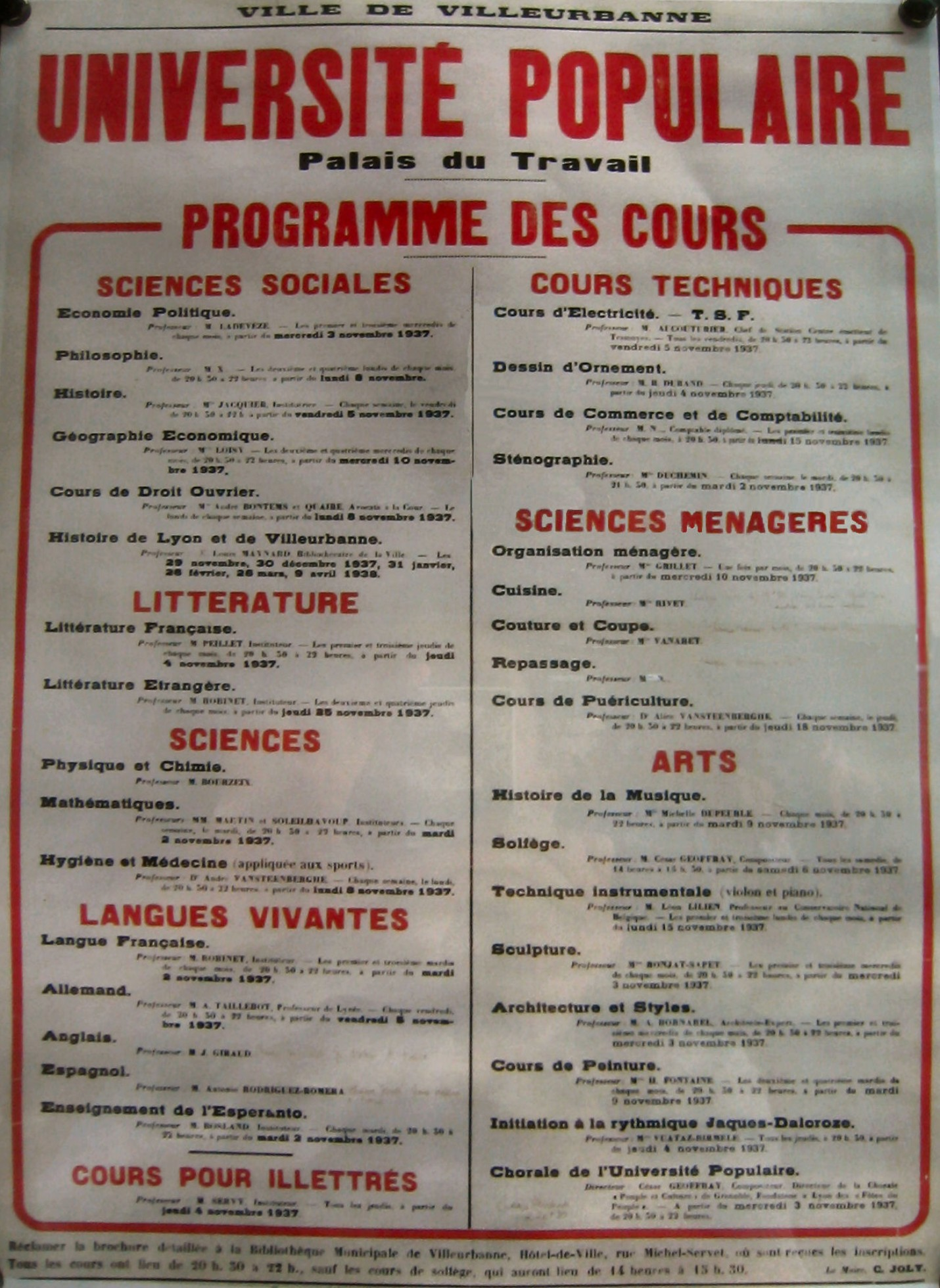
Programme des cours de l'Université populaire de Villeurbanne, 1936.

La fin de l'affaire Dreyfus, la difficile coexistence d'intellectuels et d'ouvriers aux préoccupations divergentes, le niveau moyen d'instruction encore trop faible ainsi que des problèmes politiques ont mis fin au mouvement de développement des universités populaires en France et parfois de manière définitive, puisque nombre d'universités populaires ont disparu (il n'en reste plus que 20 en 1914).[réf. nécessaire]
Le premier conflit mondial contribue à changer la nature de ces projets.
Dans l'entre-deux-guerres la renaissance de certaines de ces associations, comme ce fut le cas à Bourges, se fait avec une orientation politique et syndicale plus marquée : dans un contexte de forte effervescence militante pré-Front populaire, la philosophe Simone Weil, agrégée de l'Université, alors en poste au lycée de jeunes filles de Bourges publie, en décembre 1935, un appel « Pour la création d'une université ouvrière ».
La réunion constitutive de cette université ouvrière a lieu le 24 janvier 1936, et les premiers cours dès février 1936.
Le second conflit mondial entraîna une nouvelle coupure, avec son lot de disparitions, définitives ou temporaires, des universités populaires.

#### Renouveau alsacien
C'est d'Alsace qu'est parti le renouveau des universités populaires en France, renouveau qui a entraîné le fort développement actuel, avec la naissance à Mulhouse en 1963 de l'université populaire du Rhin.[réf. nécessaire]
Cet ancrage géographique s'explique probablement par un phénomène de métamorphisme culturel dû à la proximité de l'Allemagne où existent en effet des Volkshochschulen (universités populaires) financées par les Länder et pratiquement chargées d'un service public d'éducation des adultes, grâce à une loi votée en 1970 qui accorde des moyens à ces universités populaires.
Cette « université populaire du Rhin » conserve une importance considérable, du moins à l'échelle de la France. Elle est l'une des UP sur laquelle s'appuie en particulier l'AUPF, Association des universités populaires de France.

#### Initiative de Michel Onfray
Le philosophe Michel Onfray crée en 2002 l'Université populaire de Caen. Fort de son succès, il crée en 2006 l’Université populaire du goût à Argentan, puis en octobre 2012, en association avec le metteur en scène Jean-Claude Idée, l'Université populaire du théâtre.

#### Association des universités populaires de France (AUPF)
Les universités populaires sont maintenant très présentes en France : plus d'une soixantaine d'adhérents à l'Association des universités populaires de France (AUPF). Il y a là un vrai renouveau, qui témoigne de la vitalité de l'éducation des adultes en France. Cependant certaines critiques se font jour, face aux féodalités locales et à la centralisation outrancière des initiatives qui font quelquefois des U.P des succursales des pouvoirs officiels. Les "printemps des U.P" qui permettaient une certaine vie démocratique ont été supprimés. Certes on objectera que certains contre exemples existent. En effet, l'AUPF ne se contente plus d'un regard franco-français : les colloques annuels qui rassemblent les universités populaires sont devenus internationaux et sont fréquentés par des Allemands, des Autrichiens, des Belges, des Espagnols et les Italiens. Lors d'un colloque accueilli par l'université populaire Savoie-Mont-Blanc, János Tóth, président de l'Association européenne pour l'éducation des adultes de 2002 à 2008, était présent (AEEA, en anglais : European Association for Education of Adults ; cette association regroupe une centaine d'organisations représentant trente-quatre pays).
C'est là le signe de l'intérêt que porte l'Europe au développement des universités populaires en France, et le colloque de novembre 2004 a réuni à Metz de nombreuses universités populaires d'Europe et les adhérents de l'AEEA. À l'occasion de ce colloque seront remis les Grundtvig Awards 2004, le programme européen Grundtvig étant l'équivalent, pour l'éducation des adultes, d'autres programmes tels que Socrates ou Erasmus.

#### Liste des universités populaires en France
- Université populaire de Nancy[6] créée en 1898
- Université populaire de Lille[7], créée en 1900
- Université populaire de Laval, créée en 1901
- Université populaire de l'Agglomération Moulinoise[8] créée en 1902
- Université populaire du Rhin[9], créée en 1963
- Université populaire du Berry[10] (1981-)
- Université populaire des Ardennes[11]
- Université populaire de Bordeaux[12]
- Université populaire de l'Uzège (Gard)[13]
- Université populaire de Grenoble[14]
- Université populaire de Montélimar (Drôme)[15]
- Université populaire du Pays d'Aubagne et de l'Étoile[16]
- Université populaire du Pays des Olonnes (UPO)[17]
- Université populaire Albert Jacquard[18], à Murs-Erigné
- Université populaire d'Avignon[19]
- Université populaire de Caen[20] (2002-2018)
- Université populaire de Lyon[21] (2005-)
- Université Populaire du Havre[22] (2006-)
- Université populaire de Saint-Denis La Dionyversité[23] (2007-)
- Université Populaire Marseille-Métropole (2014-)
- Université populaire de Marseille[24] (2013-)
- Université populaire des Hauts-de-Garonne[25], à Lormont (Gironde)
- Université Populaire de Montauban[26]
- Université Populaire de Caussade[27]
- Université populaire de Moissac[28]
- Université populaire de Nîmes[29]
- Université populaire-Laboratoire social de la MJC de Ris-Orangis[30]
- Université populaire et citoyenne de Roubaix[31]
- Université populaire d'Amiens[32]
- Université populaire de permaculture[33]
- Université populaire du Mantois[34]
- Université populaire du théâtre[35]
- Université populaire Savoie Mont-Blanc[36]
- Université Populaire IDEE Belfort[37]
- Université Populaire Tricastine[38]
- Université Populaire du Pays sud-Charente[39]
- Université populaire de la Dore (UNIPOP)[40] à Ambert (Puy-de-Dôme)
- Université populaire du Mot à La Charité-sur-Loire[41] (Nièvre)
- Université Populaire des Landes[42], à Mont-de-Marsan
- Université Populaire Pyrénées Mediterranée[43] (Argelès-sur-Mer 66)
- Université populaire du Numérique[44] (Damgan, Morbihan)
- Université Populaire Européenne[45] à Strasbourg, créée en 1919
- Université Populaire de Ruelle (créée en 1903)
- Université Populaire du Littoral Charentais - UPLC 17
- Université populaire d'Aix-en-Provence
- Université populaire de Graves
- Université populaire de l'Université Paris 8
- Université populaire de Septimanie
- Université populaire de Perpignan
- Université populaire de Groix (fermée)
- Université Populaire Horte et Tardoire
- Université Populaire de Marseille-Métropole
- Université Populaire Libre et Solidaire des Grands Voisins créée en 2017
- Université populaire du TREFLE [46] (2013 -)
- Université populaire d'Eymoutiers[47]
- Université populaire en Kercorb
- Université populaire Quart Monde[48],[49]

UnivPop, l'Université Populaire à Albertville (Savoie), créée en 2018.
- Université populaire du Pays viennois[50] (Vienne , Isère)

- Université populaire du Pays d'Arnay-Liernais (UPPAL)[51] (Arnay-le-Duc, Côte d'Or)

### Norvège
La première université populaire norvégienne a été fondée en 1864. En 2007, on compte 77 Universités Populaires dans le pays, dont 30 sont chrétiennes. Les universités populaires s'adressent tout particulièrement aux jeunes adultes, en promouvant une éducation générale. Les étudiants des universités populaires sont pour la plupart éligibles à l'aide financière standard. La plupart des universités populaires sont rattachées à des organisations.

### Pays-Bas
Les Pays-Bas possèdent 27 universités populaires membres de l'association des universités populaires aux Pays-Bas[réf. souhaitée].

### Pologne
En 1882 a été fondé en Pologne, alors soumise à la Russie, une institution d'éducation populaire clandestine, l'Université volante. Elle permettait notamment aux femmes d'étudier. C'est dans ce cadre que Marie Curie a entamé sa formation scientifique.

La première université populaire créée dans ce pays qui venait de recouvrer son indépendance a vu le jour en 1921 près de Gniezno à Dalki (Uniwersytet Ludowy w Dalkach). C'est l'œuvre du père Antoni Ludwiczak qui l'a dirigée et inspiré d'autres réalisations du même genre : on en comptait plus de 20 en 1939. Au nombre de ceux qui sont passés par l'université populaire de Dalki, il y a eu, en 1923-24, Stanisław Mikołajczyk, le futur leader du Parti paysan qui allait être premier ministre du gouvernement polonais en exil à Londres en 1943-44.

### Suède
La première université populaire suédoise a été fondée en 1868. Aujourd'hui, on compte environ 150 Universités Populaires dans le pays, la plupart étant située à la campagne, le plus souvent dans des lieux reculés. L'éducation y est gratuite et les étudiants sont éligibles à l'aide financière standard. Après avoir gradué, les étudiants sont éligibles pour étudier à l'université.
Certaines écoles, comme la Södra Vätterbygdens Folkhögskola près de Jönköping, coopère avec des écoles d'autres pays et ont des programmes d'échange.

### Suisse
Les universités populaires, cantonales ou régionales, sont généralement des associations ou fondations de droit privé, souvent subventionnées par les cantons et les communes. Il en existe dans presque tous les cantons, au Tessin sous le nom de corsi per adulti. Leur administration est assurée, en grande partie, par des bénévoles. En 2009-2010, elles ont organisé 10 563 cours fréquentés par 154 753 personnes. Malgré les efforts entrepris dans les années 1980 et 1990 pour rénover l'offre sur le plan des contenus et des méthodes, l'université populaire peine encore à se départir de son image d'institution dédiée à une culture élitaire, destinée à la classe des 40-60 ans de la moyenne bourgeoisie.

#### Historique
Si les foyers de formation populaire fondés par Fritz Wartenweiler (à Frauenfeld en 1919 et à Densbüren en 1935) ne parviennent pas à s'établir durablement, notamment en raison de l'absence de congés de formation, les universités populaires du soir connaissent un certain succès. Les premières sont fondées par des cercles bourgeois en 1919, à la suite de la grève générale de 1918, à Bâle, Zurich, Berne et Lucerne. En Suisse romande, au Tessin et dans la partie romanche des Grisons, elles n'apparaissent qu'après la Seconde Guerre mondiale. Genève forme une exception, puisqu'une université ouvrière, liée au mouvement ouvrier, y existe depuis 1900.
Les universités populaires, en particulier à Bâle et à Zurich, sont nées en réaction au mouvement ouvrier, qui était perçu comme une menace pour l'État. Elles se voyaient comme des instruments civiques d'intégration de la classe ouvrière à la communauté nationale : leur but déclaré était d'affermir la capacité à se forger une opinion et de permettre aux classes sociales inférieures d'avoir accès au savoir universitaire. Politiquement et confessionnellement neutres, elles devaient être ouvertes à tous les groupes de la population, objectif qui n'était cependant que partiellement atteint. À Bâle, durant l'année scolaire 1923-1924, 16 % seulement des inscrits appartenaient ainsi à la classe ouvrière, ce qui s'explique sans doute en partie par le fait que les cours étaient donnés sous une forme académique.
En 1919-1920, à Bâle, 5 336 personnes fréquentent 21 cours. Il n'était pas rare de voir plus de 500 auditeurs à des cours magistraux donnés par des professeurs d'université sur des sujets relevant des sciences naturelles, de la médecine, des beaux-arts, de la musique, de la littérature, de la psychologie ou de la philosophie. Une comparaison entre les programmes de 1920 et ceux des années 1990 montre une nette progression des cours de langue et une désaffection pour les sciences naturelles. Tandis qu'en 1995-1996 une bonne moitié de l'offre concernait des cours de langue, on se demandait encore dans les années 1950 si ce type d'apprentissage, à but principalement utilitaire, avait véritablement sa place dans une université populaire. Les thèmes liés au développement personnel, à la formation professionnelle continue et aux loisirs n'entrent dans les programmes des universités populaires qu'à partir des années 1960.
Le nombre des universités populaires s'accroît dans l'entre-deux-guerres. L'Association des universités populaires suisses (AUPS) est fondée en 1943 dans le but de diffuser plus largement les idéaux du mouvement, de favoriser l'échange d'expériences, de soutenir les universités populaires qui se créaient ou se développaient, ainsi que de représenter leurs intérêts auprès des autorités fédérales.

## En Amérique du Nord

### Québec
L'Université populaire à Montréal (UPAM) fut une expérience d'éducation populaire gratuite tenue à l'Université du Québec à Montréal (UQAM). À l'initiative d'étudiants, le projet est né pendant la semaine du 12 au 16 novembre 2007, lors de la participation à la grève étudiante québécoise de 2007. Elle joignit le concept d'université populaire, tel que le pratiquent Michel Onfray et l'Université populaire de Caen, à celui du forum ouvert. Au sujet de l'UPAM, le journal La Presse écrivit qu'avec l'UPAM, les grévistes ont créé « une petite révolution dans le monde de la mobilisation estudiantine ». La rencontre de l'équipe de l'UPAM et de celle de l'organisation de La Nuit de Philosophie a mené la création de l'Upop, qui, aujourd'hui, fait office d'université populaire à Montréal .
L'Université populaire Hochelaga-Maisonneuve (Upopulaire HM) organisait des activités d'éducation populaire gratuites au Pavillon d'éducation communautaire Hochelaga-Maisonneuve (le PEC) avec la collaboration de la Fondation de recherche Léger (FRL). Les conférences étaient diffusées sur internet en temps réel (WebTV). Elle n'a pas organisé de formations depuis décembre 2012..
L’Université populaire des Sciences de l’Information (UPopSI) fut une initiative de certains membres de l’Association des étudiants et étudiantes à l’École de bibliothéconomie et des sciences de l’information de l’Université de Montréal (AEEEBSI) née lors de la grève étudiante contre la hausse des droits de scolarité de 2012. L’UPopSI se veut un espace propice à l’échange sur la thématique des pratiques émergentes dans les milieux documentaires et sur le rôle social de ceux-ci.

### États-Unis
Inaugurée en mars 2007 par Michel Onfray, l'Université populaire de Boston était une initiative des Jumeaux Saint-Vincent. Les cours avaient lieu à l'École Internationale de Boston qui prêtait gracieusement ses locaux. Les matières abordées étaient diverses : philosophie, géopolitique, biologie. Le slogan de l'Université populaire de Boston était le suivant : « la construction de soi, la déconstruction des idées reçues ». Elle ne semble plus avoir d'activité depuis septembre 2014.

## En Afrique

### Île Maurice
Inaugurée le 15 octobre 2007 à Port-Louis (Maurice), l'Université populaire de l'île Maurice (UPIM) est un projet lancé par Joseph Cardella, aidé de Laurent Dubourg, Dhanjay Jhurry et Véronique Garrioch. L'UPIM se reconnaît faire partie du réseau des Universités Populaires indépendantes et alternatives dans le sillage de l'initiative de Michel Onfray. Elle ouvre ses portes exactement de la même manière : gratuité totale des conférences-débats, aucune inscription requise ni aucun diplôme demandé, bénévolat des intervenants et interaction avec le public-participant. L'accent est mis sur l'ouverture des connaissances à tous, la démocratisation de la culture et le développement de l'esprit critique. On y trouve des disciplines telles que la philosophie, le journalisme, la science, la psychologie, le cinéma, l'histoire de l'art, la biologie, la littérature, l'histoire, la sociologie, l'économie, etc.